# Смерть и похороны Филиппа, герцога Эдинбургского
Принц Филипп Маунтбеттен, герцог Эдинбургский (англ. Prince Philip Mountbatten, Duke of Edinburgh), муж царствовавшей на тот момент королевы Великобритании и королевств Содружества Елизаветы II умер в возрасте 99 лет утром 9 апреля 2021 года, за два месяца до своего 100-летия. Лечащий врач королевской семьи указал, что 99-летний принц Филипп скончался от старости. В документах о смерти отмечалось, что заболеваний или травм, которые могли бы привести к смерти, у него не было.
В Великобритании объявили национальный траур после смерти принца Филиппа. В стране были приспущены флаги. Также в период траура не принимались законы, поскольку королева не могла заниматься государственными делами. Парламентарии носили чёрные ленточки на рукавах, а мужчины — чёрные галстуки. Королевская семья скорбела на протяжении 30 дней.
Представители стран и групп по всему миру направили соболезнования королеве, британскому народу и гражданам Содружества.

## Проблемы со здоровьем и смерть

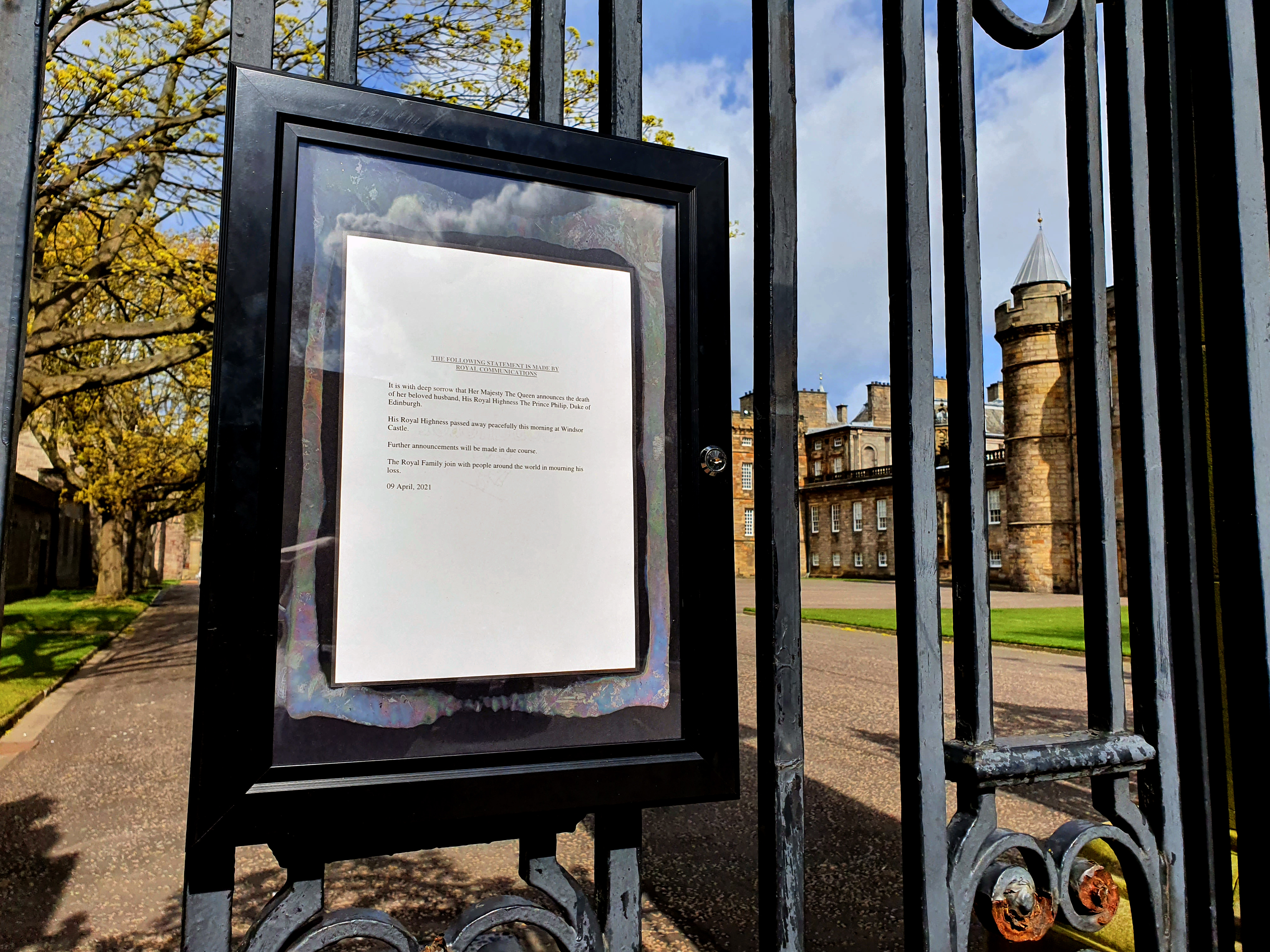
Официальное уведомление о смерти герцога Эдинбургского, вывешенное за пределами Холирудского дворца в Эдинбурге

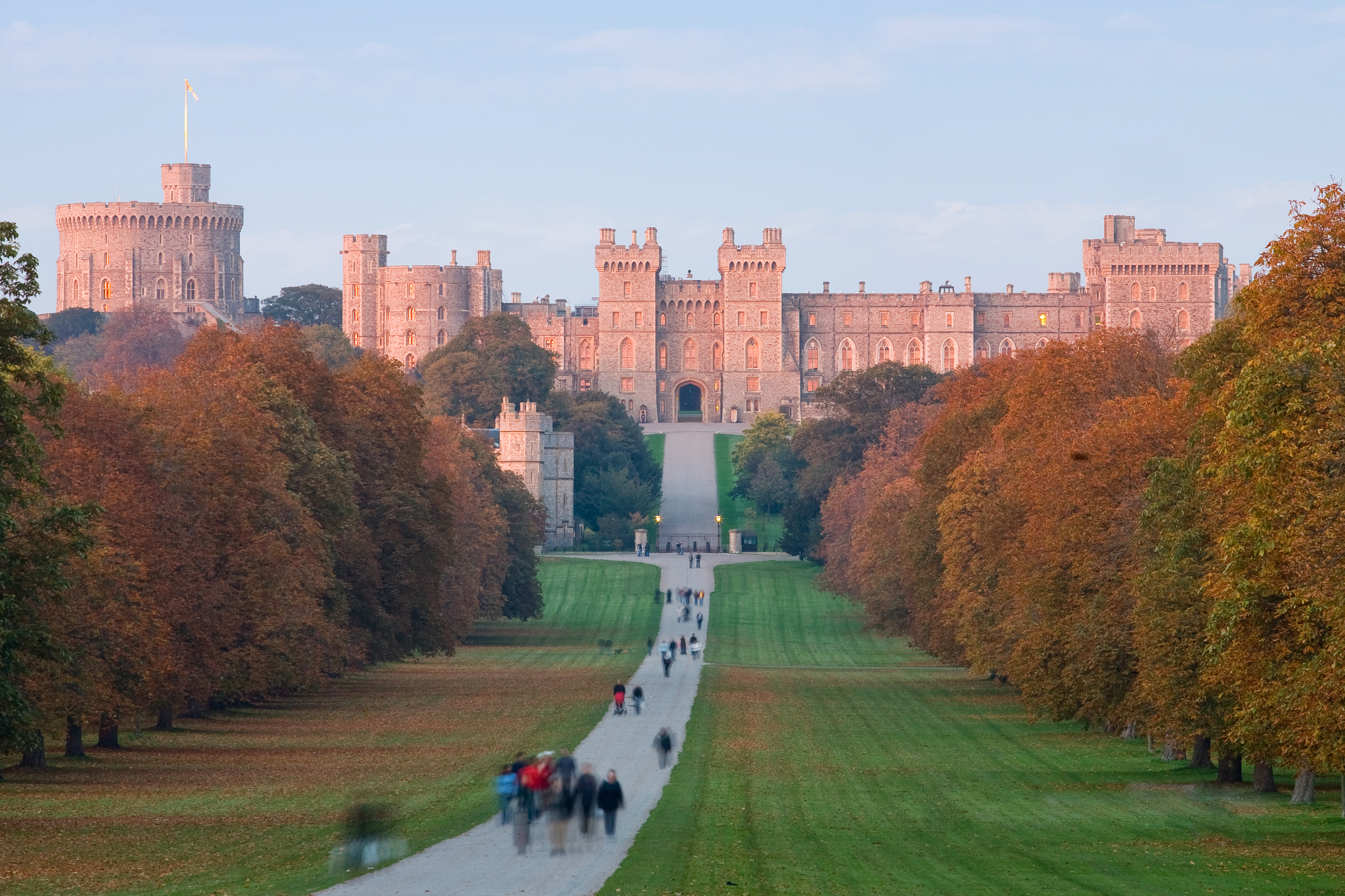
Виндзорский замок

Принц Филипп, герцог Эдинбургский, в течение нескольких лет, предшествовавших его смерти, несколько раз находился в больнице. В 2011 году он был госпитализирован с коронарной недостаточностью, в 2012 году — из-за инфекции мочевого пузыря. В июне 2013 года он перенёс диагностическую операцию на брюшной полости, а в апреле 2018 года — операцию на бедре.
16 февраля 2021 года герцог был госпитализирован в больницу короля Эдуарда VII в качестве меры предосторожности после плохого самочувствия. 1 марта его перевели в госпиталь Святого Варфоломея, а 3 марта он успешно перенёс операцию, которую ему сделали из-за проблем с сердцем. 5 марта его перевели обратно в больницу короля Эдуарда VII, а 16 марта он был выписан и вернулся в Виндзорский замок.
О его смерти королевская семья объявила в полдень по британскому летнему времени 9 апреля 2021 года. В заявлении было сказано, что герцог «мирно скончался» в то утро.
Принц Филипп был признан самым долгоживущим принцем-консортом в истории британской монархии, хотя отказался принять этот титул ещё в 1954 году.

## На смертном одре
Анонимный источник в Виндзорском замке рассказывает, что принц активно просился домой из больницы после операции на сердце, сделанной, вероятно, чтобы встретить его столетний юбилей, однако его это не волновало. Он хотел вернуться домой и ни в коем случае не умереть в больнице. Последние дни он провел за чтением книг, греясь на солнце, много созванивался с родственниками, писал им письма. Филипп никому не позволял себя кормить и одевать, старался быть самостоятельным, отверг кресло на колёсах. В ночь на 9 апреля состояние его здоровья резко ухудшилось, подданные и родственники предлагали ехать в больницу, однако дежурившая тогда около его кровати Елизавета II запретила везти его.

## Похороны

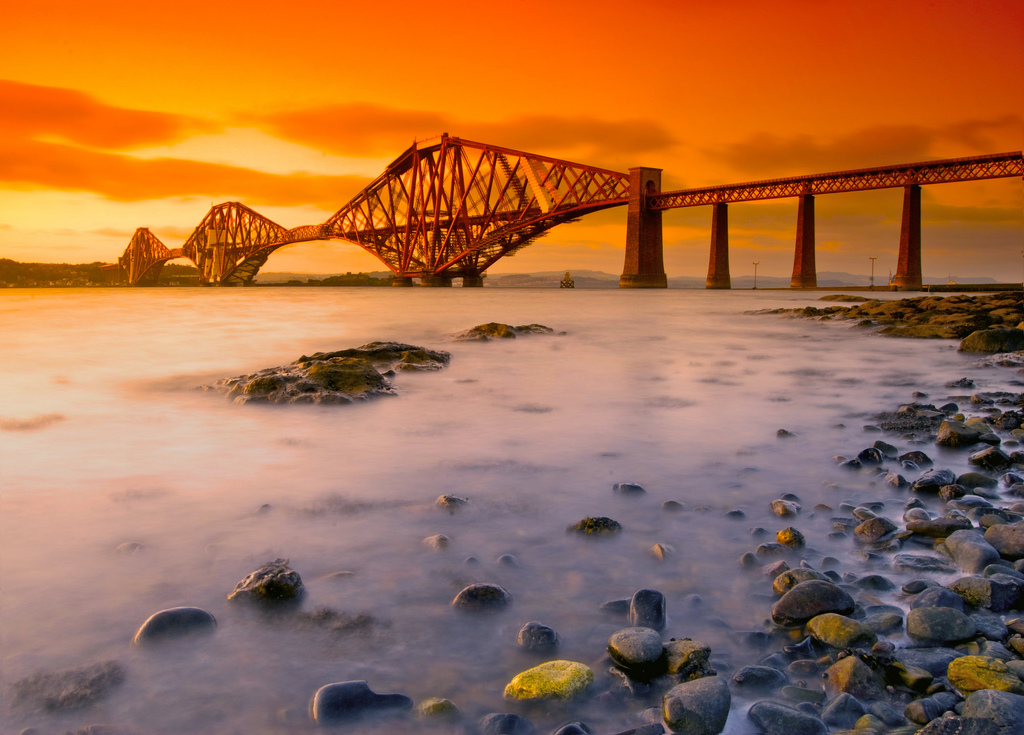
Форт-Бридж

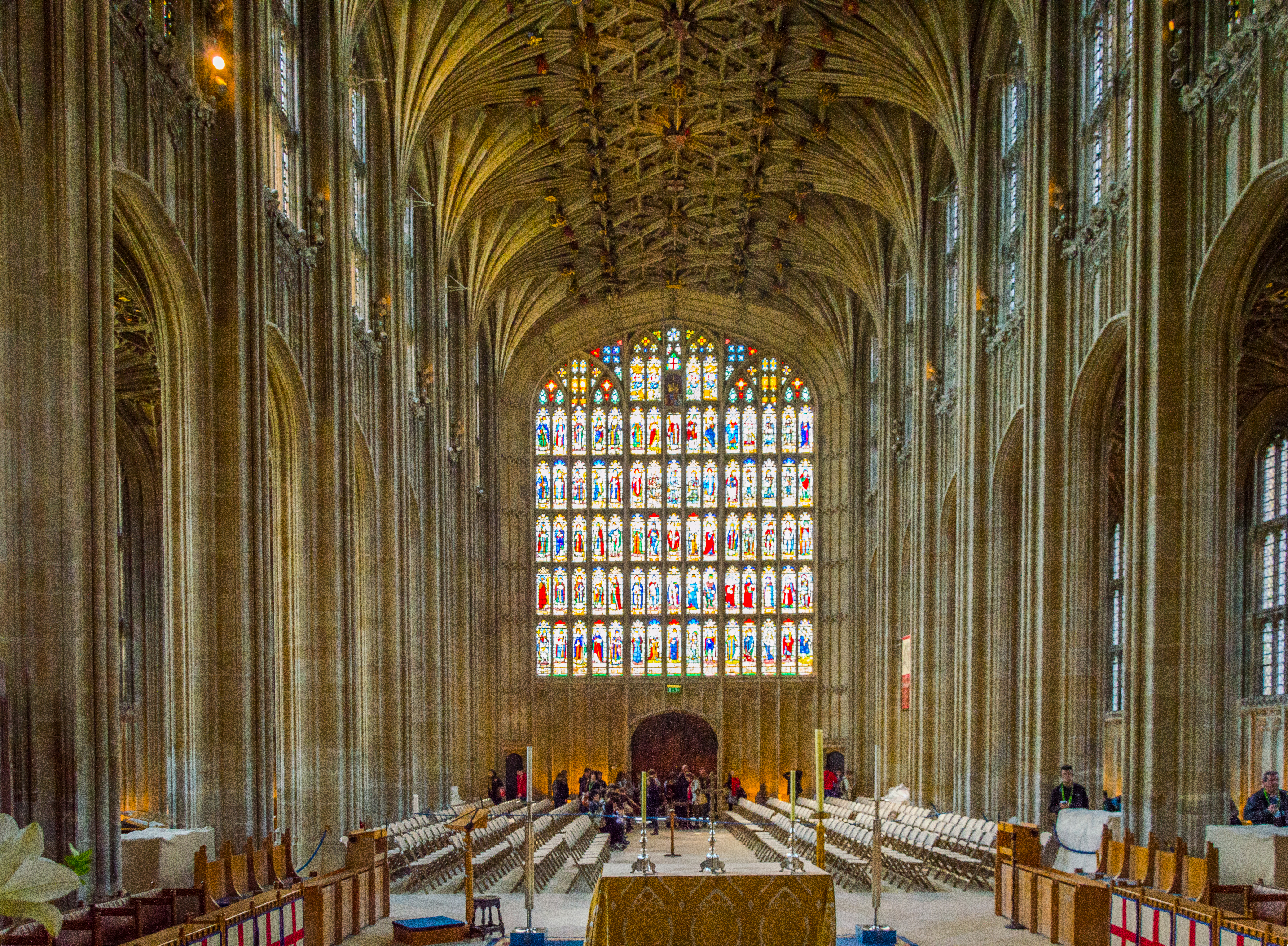
Современный интерьер часовни Святого Георгия

Королевский двор заранее готовился к смерти Филиппа. Сценарий похорон получил кодовое название «операция Форт-бридж» (англ. Operation Forth Bridge), и, согласно ему, ожидалось, что на похороны в Лондоне и Виндзоре соберутся тысячи людей, некоторые, возможно, даже будут ночевать на улице, чтобы не уступить хорошие точки обзора, откуда будет видна процессия. В рамках этого сценария вдоль улиц, по которым прошла бы процессия, выстроились бы сотни военных, а порядок охраняли бы тысячи полицейских. Однако в связи с началом усиления пандемии COVID-19 планы пришлось изменить. Супруга герцога Филиппа, королева Елизавета II, намеревалась провести церемонию так, чтобы не привлекать толп и соблюсти требования локдауна и социального дистанцирования. При тогдашней эпидемиологической обстановке в Великобритании на похоронах могло присутствовать не более 30 человек.
При подготовке похорон герцога предполагалось, что они будут по форме королевскими, но не государственными, и перед ними не будет церемонии публичного прощания, как, со слов анонимного источника, и хотел сам принц. Геральдическая палата сообщила, что до похорон его тело останется в Виндзорском дворце, церемония пройдет там же, в часовне Святого Георгия. Королевский двор с сожалением просит публику в связи с пандемией COVID-19 не приезжать на похороны.
Премьер-министр Великобритании Борис Джонсон заявил, что не будет присутствовать на похоронах, чтобы позволить присутствовать там как можно большему количеству членов семьи герцога.

Похороны принца Филиппа прошли 17 апреля в 15:00 по британскому летнему времени и транслировались по телевидению. Герцогу устроили королевские церемониальные похороны, а не государственные похороны, которые обычно предназначаются для монархов. На похоронах присутствовали только самые близкие люди — дети и внуки, а также несколько родственников самого герцога. Сообщалось, что сам принц Филипп попросил, чтобы его похороны проходили как можно более скромно. В частности, он не хотел, чтобы его гроб выставляли для публичного прощания.

Штандарт принца Филиппа

Перед началом похорон гроб был перенесен из этой часовни во внутренний зал Виндзорском замка, где были произнесены молитвы. Перед началом службы оркестры вооруженных сил прошли маршем по четырёхугольнику Виндзорского замка и исполнили различные песни. Гроб был обёрнут в его личный штандарт, элементы которого символизируют различные стороны его жизни: от происхождения в греческой королевской семье до британских титулов. Его вынесли восемь гробоносцев из Королевской морской пехоты. Сверху лежали его сабля и флотская фуражка. Знаки отличия герцога были выставлены на подушках на алтаре в часовне Святого Георгия. Почетный караул и оркестр стрелкового полка сыграли национальный гимн, а волынщики Королевского флота заиграли в 2:53 пополудни, после чего в 3 часа дня последовала национальная минута молчания. В тот момент замке присутствовало около 730 военнослужащих, в том числе четыре военных оркестра. По желанию Филиппа на похоронах не было произнесено ни проповедей, ни хвалебных речей. Во время прощания лишь подчеркнули его связи с Королевским военно-морским флотом и его страсть к морю.
Инициированный после его смерти план включал пресс-релиз, выпущенный Букингемским дворцом одновременно для «Би-би-си» и «Ассошиэйтед пресс». «Би-би-си» приостановила все программы, кроме детских, до 6 часов вечера 9 апреля, заменив их соответствующими случаю. По радио передавали сначала национальный гимн, а потом траурную музыку. Телевизионные каналы транслировали специальные репортажи о жизни герцога. Новостная трансляция на канале «Би-би-си» прошла «тёмной». После объявления о смерти Филиппа было показано изображение герцога с исполнением национального гимна. Другие крупные британские вещательные компании — ITV, Channel 4 и Channel 5 — ответили аналогично, приостановив регулярное вещание. Передача на BBC Four была приостановлена на весь день. Позже 4-й канал подвергся критике за то, что вечером 9 апреля он продолжал выполнять большую часть своего запланированного графика. Как «Би-би-си», так и ITV получили значительное количество жалоб зрителей за то, что каналы отменили, или же перенесли, регулярные программы. В свою очередь «Би-би-си» получила более 100 тысяч жалоб на слишком подробное освещение смерти принца Филиппа. Это стало рекордом в истории британского телевидения. В результате аудитория канала BBC One вечером 9 апреля снизилась на 6 % по сравнению с предыдущей неделей, аудитория канала BBC Two — на 65 %.
Герцог был похоронен в Королевском склепе в часовне Святого Георгия. После смерти королевы 8 сентября 2022 года его останки были перенесены в Мемориальную часовню короля Георга VI внутри собора Святого Георгия, где пара похоронена рядом друг с другом.

### Гости
В связи с пандемией COVID-19 только 30 гостей смогли присутствовать на похоронах принца Филиппа лично. Это:
- Елизавета II, вдова Герцога
- Чарльз, принц Уэльский, сын Герцога
- Камилла, герцогиня Корнуолльская, невестка Герцога
- Принц Уильям, герцог Кембриджский, внук Герцога
- Кэтрин, герцогиня Кембриджская, жена внука Герцога
- Принц Гарри, герцог Сассексский, внук Герцога
- Принцесса Анна, дочь Герцога
- Сэр Тимоти Лоренс, зять Герцога
- Питер Филлипс, внук Герцога
- Зара Тиндалл, внучка Герцога
- Майкл Тиндалл, муж внучки Герцога
- Принц Эндрю, герцог Йоркский, сын Герцога
- Принцесса Беатрис, внучка Герцога
- Эдоардо Мапелли-Моцци, муж внучки Герцога
- Принцесса Евгения, внучка Герцога
- Джек Бруксбэнк, муж внучки Герцога
- Принц Эдвард, граф Уэссекский, сын Герцога
- Софи, графиня Уэссекская, невестка Герцога
- Леди Луиза Маунтбеттен-Виндзор, внучка Герцога
- Джеймс, виконт Северн, внук Герцога
- Принц Ричард, герцог Глостерский, троюродный брат Герцога
- Принц Эдвард, герцог Кентский, двоюродный брат Герцога (поколением ниже)
- Александра Кентская, двоюродная сестра Герцога (поколением ниже)
- Дэвид Армстронг-Джонс, 2-й граф Сноуден, племянник Герцога
- Леди Сара Чатто, племянница Герцога
- Дэниел Чатто, внучатый зять Герцога
- Бернхард, наследный принц Баденский, внучатый племянник Герцога
- Генрих Донатус Филипп Умберто Гессенский, троюродный брат Герцога (поколением ниже)
- Филипп Гогенлоэ-Лангенбургский, внучатый племянник Герцога
- Пенелопа Нэтчбулл, графиня Маунтбеттен Бирманская, жена двоюродного брата Нортона Нэтчбулла, 3-го графа Маунтбеттена Бирманского (поколением ниже)

## Как чтят память принца Филиппа в Британии и за её пределами

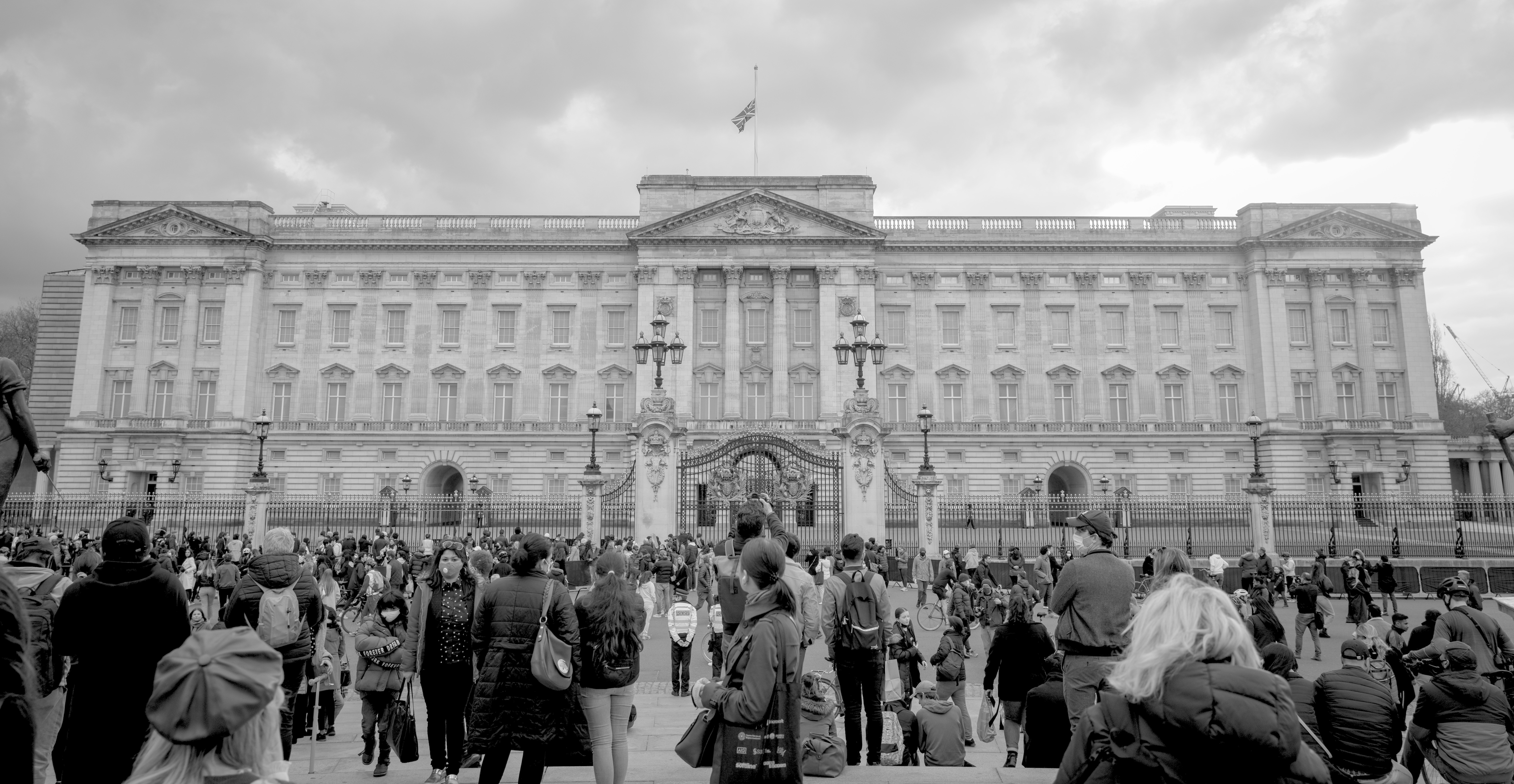
Приспущенный флаг над Букингемским дворцом

В Великобритании власти объявили общенациональный траур после смерти принца Филиппа. Королевская семья скорбела на протяжении 30 дней. Никакие законы не принимались в восьмидневный траур, потому что королева не занималась государственными делами.

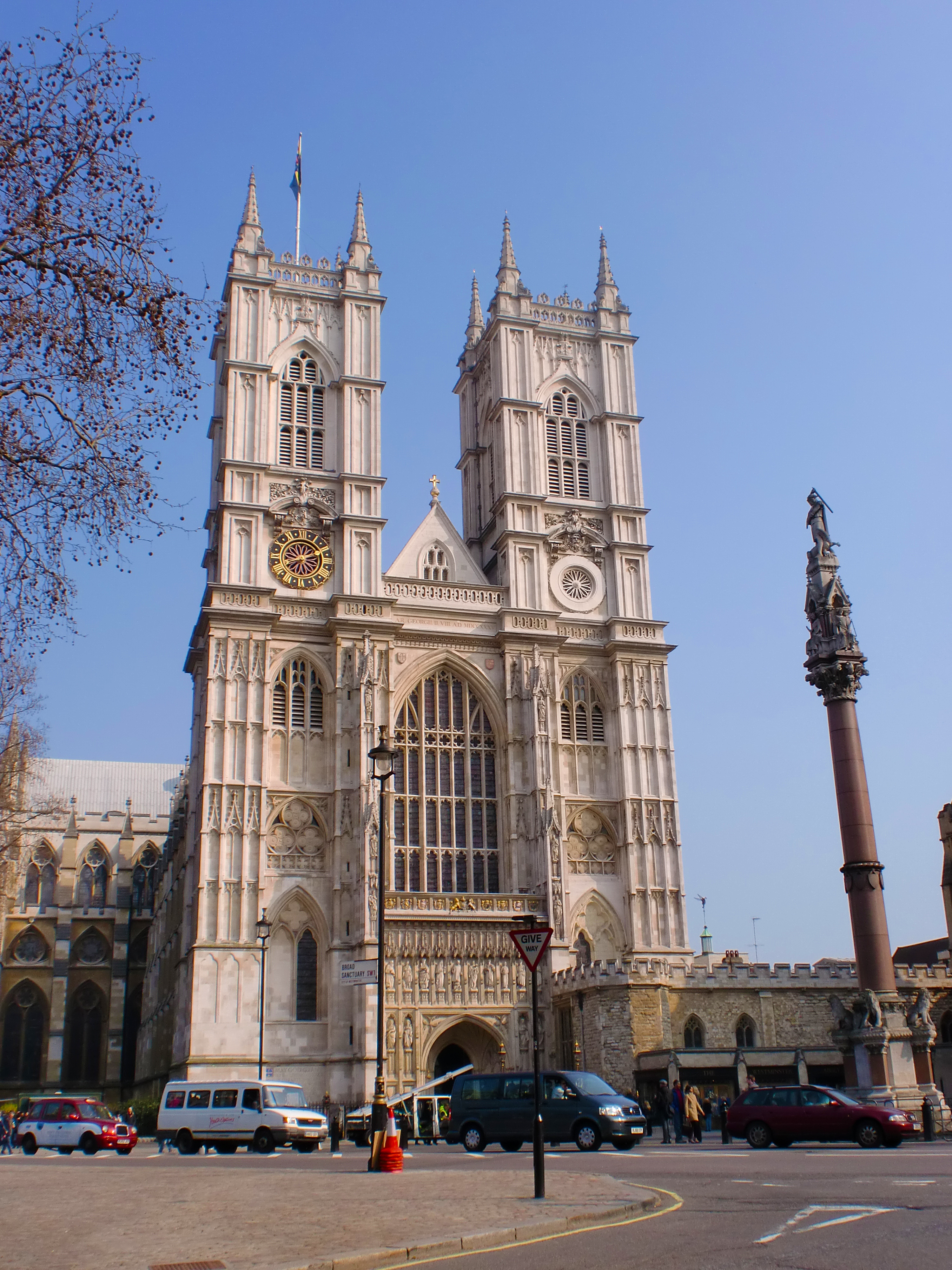
Вестминстерское аббатство

На зданиях всех государственных учреждений Великобритании были приспущены флаги в знак скорби о кончине принца Филиппа, герцога Эдинбургского. Они оставались приспущенными до восьми часов утра по местному времени на следующий день после похорон принца Филиппа. Королевский штандарт в этот период, по традиции, не опускается, символизируя незыблемость института монархии.
В 6 часов вечера зазвонил теноровый колокол Вестминстерского аббатства, который отмерил каждую минуту в течение 99 минут, по удару на год жизни герцога. По всей Великобритании, в Гибралтаре и с военных кораблей в море раздались залпы артиллерийского салюта в память о принце Филиппе. Салют начался ровно в полдень по лондонскому времени, орудия произвели с интервалом в минуту 41 залп. В казармах Королевской артиллерии в Вулидже выстрелы производились из пушек времен Первой мировой войны, из которых стреляли в 1947 году в ознаменование свадьбы принца Филиппа, а позднее — во время коронации Елизаветы II. Артиллерийский салют транслировался онлайн. Гражданам Великобритании рекомендовали смотреть за ним из окон, не покидая домов.
Филипп всю жизнь был увлеченным спортсменом. В эти дни мир спорта также отдает дань уважения принцу Филиппу. Футбольные, регбийные и крикетные матчи в Великобритании начинаются с минуты молчания, а игроки выходят на поле в черных повязках на рукавах. В ночь на воскресенье фотография принца Филиппа появилась на стене стадиона Тоттенхэм Хотспур. В Ливерпуле перед гонками во время национального фестиваля Randox Health объявили двухминутное молчание в память о покойном принце Филиппе.

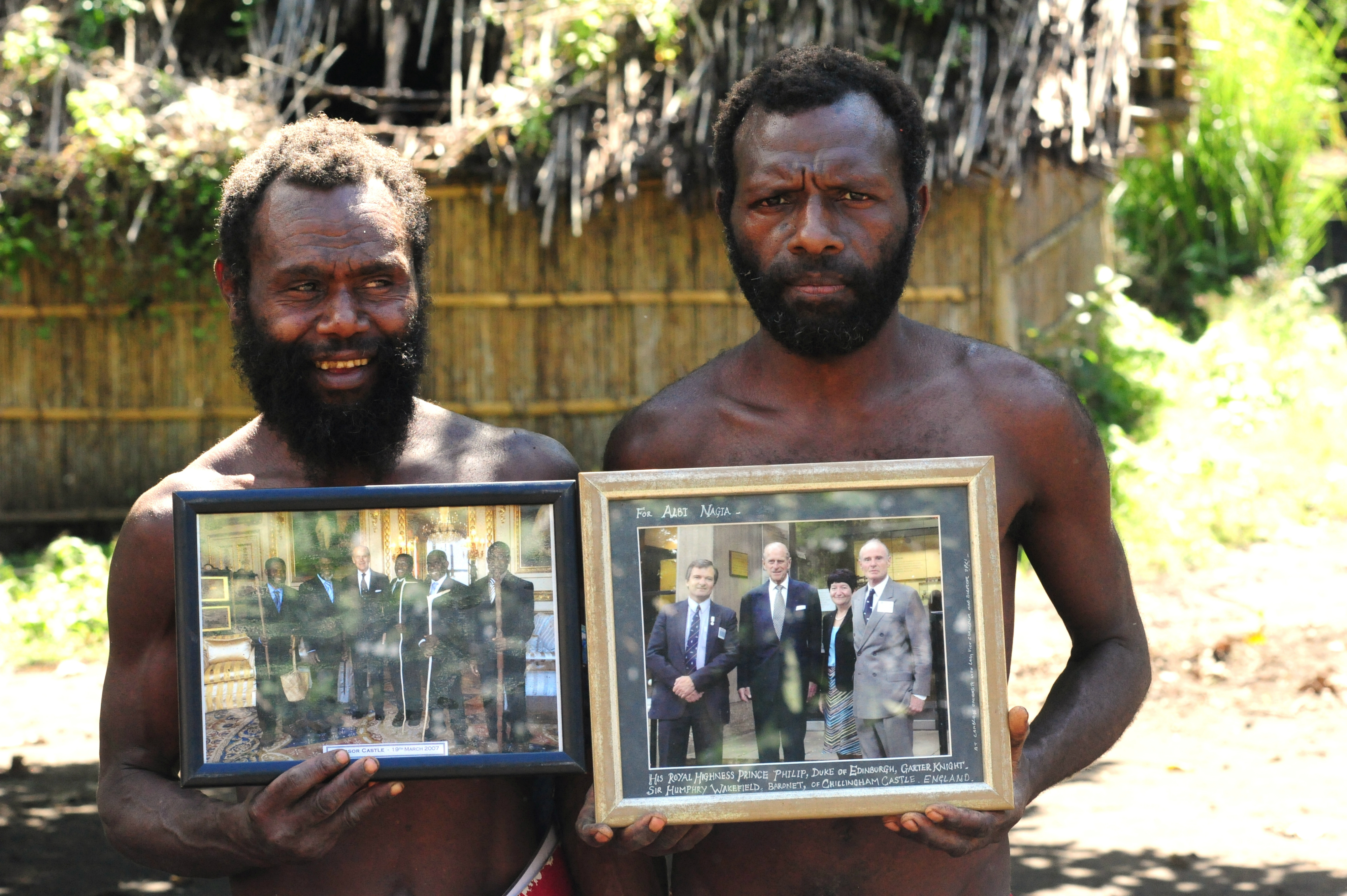
Аборигены племени Яоннэн, считающие принца Филиппа богом

На острове Танна в Вануату смерть принца Филиппа имеет особое значение: одно из местных племен почитает его как бога. «Движение принца Филиппа» появилось на острове в 50-е годы прошлого века. Оно берёт начало из древней легенды, согласной которой белокожий мужчина, рождённый духом вулкана, поедет за океан и женится там на могущественной женщине, а затем вернется на остров. После того как стало известно о смерти мужа британской королевы, племя погрузилось в траур, который продлился несколько недель.
Филипп был президентом Британской академии кино и телевизионных искусств (BAFTA) с 1959-го по 1965 год. Благодаря принцу премию начала поддерживать королевская семья. На открытии церемонии вручения наград BAFTA 2021, которая проходила в онлайн-формате, почтили память принца Филиппа.

## Реакция

### Королевская семья
В частной беседе с Эндрю, герцогом Йоркским Елизавета II сказала, что смерть принца Филиппа «оставила огромную пустоту в её жизни».

### Комментарии
1. ↑  самого низкого тона, «набатный» и траурный.